# Aita (mitología)

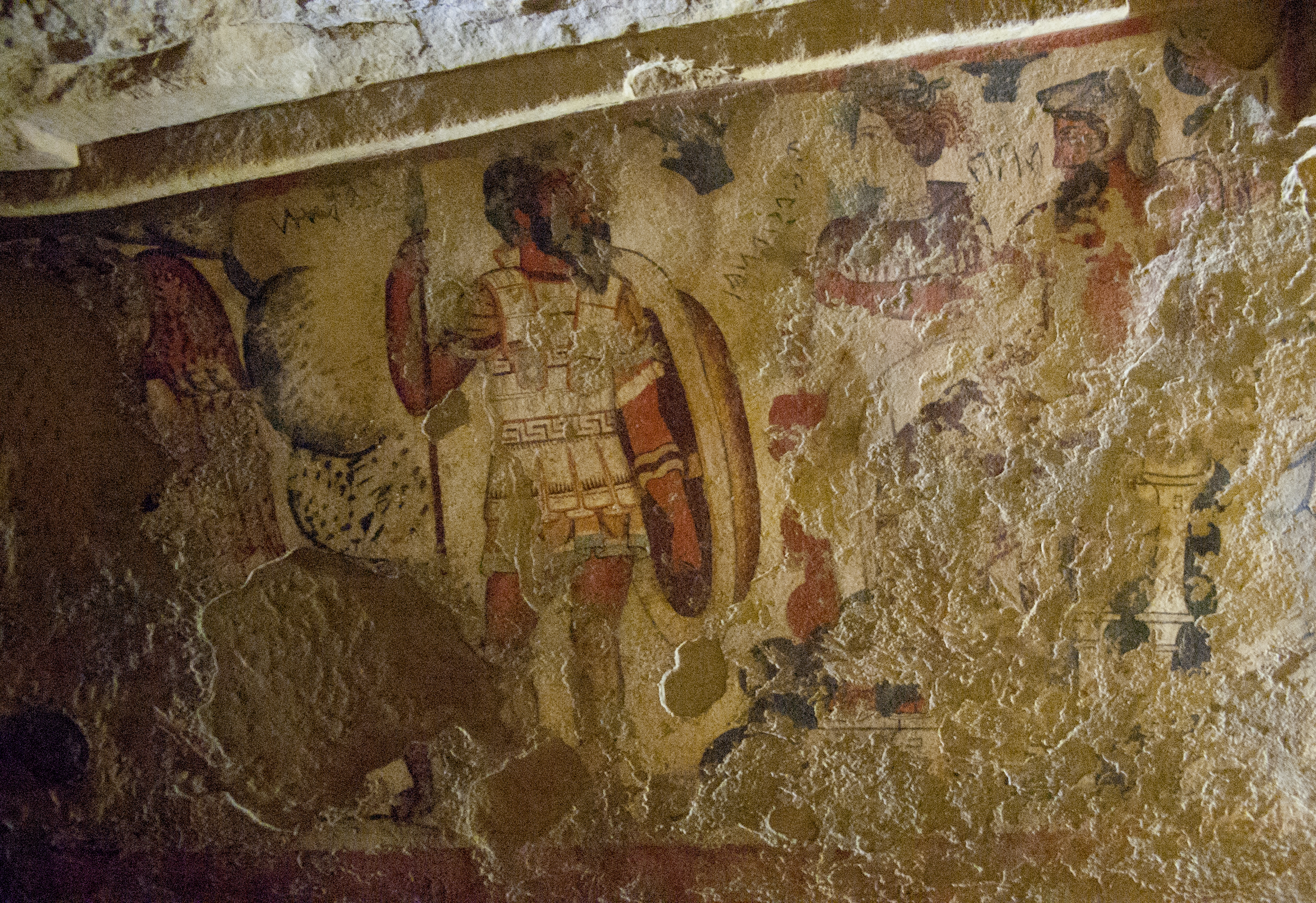
Mitología

En la mitología etrusca, Aita era el nombre que recibía el inframundo y su correspondiente deidad antropomorfa, correspondiéndose con el dios griego Hades y el romano Plutón. Era representado por los etruscos como un hombre con barba, que utilizaba una capa de piel de lobo.
- Datos: Q410277
- Multimedia: Aita (mythology) / Q410277